# Ted Haggard

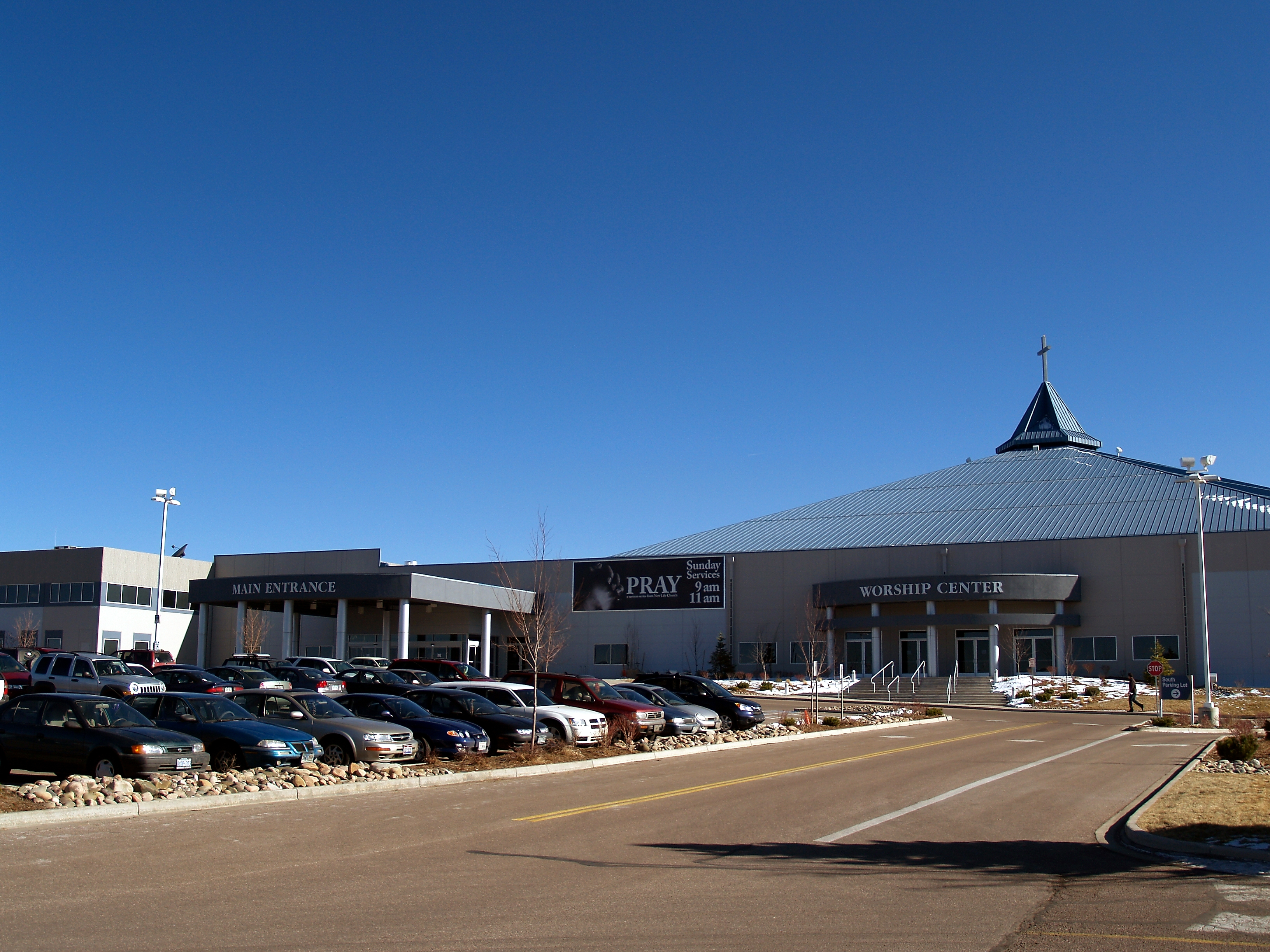
New Life Church in Colorado Springs, waarvan Haggard oprichter en voorganger was

Ted Arthur Haggard (Yorktown (Indiana), 27 juni 1956) is een Amerikaanse voorganger. Hij stond bekend als Pastor Ted in de gemeenten waar hij diende. Hij was voorganger en oprichter van New Life Church in Colorado Springs, Colorado en van 2003 tot 2006 voorzitter van de National Association of Evangelicals: een invloedrijke organisatie die 30 miljoen evangelische christenen vertegenwoordigt.

## Levensloop
Zijn vader J.M. Haggard was de oprichter van een internationale, charismatische bediening. Op 16-jarige leeftijd werd Haggard zelf een wedergeboren christen na het horen van een preek van de bekende evangelist Bill Bright.
Haggard genoot zijn opleiding aan de Oral Roberts University. In 1978 trouwde hij met Gayle Alcorn. Samen kregen zij drie kinderen.
In november 1984 werd Haggard medevoorganger in de Bethany World Prayer Center in Baton Rouge, Louisiana. Kort daarna vertrok hij naar Colorado Springs en begon daar de New Life Church. Die begon in de kelder van Haggards eigen huis, maar groeide uit tot een gemeente met meer dan veertienduizend leden.
Onder zijn leiding verscheen er in de herfst van 2004 - in naam van de NAE - een brochure met de titel Health of the Nation: An Evangelical Call to Civic Responsibility. Daarin sprak de vereniging zich uit tégen abortus en het homohuwelijk,  maar zij sprak zich ook uit over onderwerpen als armoede, onderwijs, belasting, welvaart en immigratie.
In 2005 noemde Time Magazine Haggard als een van de vijfentwintig meest invloedrijke evangelische christenen in Amerika. Hij was een sterke aanhanger van George W. Bush en heeft zich onder evangelische christenen voor hem ingezet bij diens herverkiezing in 2004.
Haggard heeft verschillende keren gewezen op de noodzaak om te vechten tegen de opwarming van de aarde, een onderwerp dat zorgt voor veel verdeeldheid onder christelijke leiders. 
Haggard veroordeelde ook diverse malen ‘homoseksuele activiteiten’. In de ook in Nederland bekende documentaire Jesus Camp zegt hij tijdens een preek: "We hoeven geen debat te hebben over wat we zouden moeten denken van homoseksuele activiteiten. Het staat geschreven."
Vanuit zijn kerk evangeliseerde Haggard regelmatig in homo-bars, waarbij hij de bezoekers uitnodigde om de gemeente op zondag te bezoeken.

## Homoseksuele affaire
In 2006 trad hij terug uit al zijn leidinggevende posities na beschuldigingen van Mike Jones, een voormalige mannelijke prostitué, over drugsgebruik en homoseksuele handelingen. Haggard ontkende aanvankelijk Jones zelfs ook maar te kennen, maar nadat de media zich met de zaak bemoeiden, gaf Haggard toe dat hij zich ‘seksueel immoreel’ had ingelaten.
Na zijn aftreden ging Haggard voor drie weken in therapie. Een van zijn begeleiders, Tim Ralph, verklaarde dat Haggard ‘volkomen heteroseksueel is’. Later zei Ralph dat hij bedoelde dat "Ted materiaal had ontvangen om zijn heteroseksuele kant te omarmen".

## Leven na de affaire
Haggard maakte met zijn kerk ook afspraken over het verder volgen van een herstelprogramma. Deel van de afspraken was dat hij moest verhuizen en nooit meer het ambt van voorganger mocht bekleden. Begin 2008 stopte hij echter met het programma, omdat hij het als te knellend ervaarde. Eerder raakte hij (weer) in opspraak omdat hij bedelbrieven rondstuurde waarin hij geld vroeg voor zichzelf en zijn gezin. In datzelfde jaar blikten Haggard en zijn vrouw uitgebreid terug op de affaire in verschillende tv-shows, waaronder The Oprah Winfrey Show, Larry King Live en Good Morning America. De voorganger vertelde daar op zijn zevende misbruikt te zijn door een kennis van zijn vader. In november 2009 werd bekend dat Haggard opnieuw een kerk ging beginnen. Inmiddels is hij ook weer een veelgevraagd spreker op conferenties.
Haggard deed in 2012 mee in het televisieprogramma Wive Swap, waar hij voor een week van vrouw ruilde met acteur Gary Busey. Samen met zijn vrouw begon Haggard in 2018 in Colorado Springs de Saint James Church, onderdeel van de Free Methodist Church.